# Zijdewende
Een zijdewende, zijkade, ziende of zuwe is een in de richting van de achterkade of landscheiding lopende kade in een middeleeuwse copenontginning. Een zijdewende ligt altijd op de grens tussen twee kavels en voorkomt wateroverlast die kan worden veroorzaakt door de hoger gelegen kavels aan de ene zijde van de zijdewende en ondervonden door de lager gelegen kavels aan de andere zijde. Vaak ligt naast de zijdewende, aan de zijde van de hoger gelegen kavels, een brede sloot. Het teveel aan water wordt door deze sloot afgevoerd naar de voorwetering of rivier aan de ontginningsbasis van de polder. De zijdewende biedt extra zekerheid tegen het binnendringen van ongewenst water in het geval dat de ernaast liggende brede sloot dit water niet kan verwerken.

## Verschil met dwarsdijk
De zijdewende moet niet worden verward met de dwarsdijk, hoewel beide de functie hebben van het tegenhouden van water. Een dwarsdijk beschermt een uitgestrekt gebied tegen het binnendringen van water uit een hoger gelegen gebied. Een zijdewende beschermt tegen het binnendringen van water uit naburige kavels. De zijdewende loopt altijd in de ontginningsrichting van een polder en ligt daarom aan de lange zijde van kavels. Bij de dwarsdijk hoeft dit niet het geval te zijn. Een dwarsdijk kan gebieden met verschillende ontginningsrichtingen van elkaar scheiden, of zelfs schuin door een ontginning lopen, zoals het geval is met de Meerndijk. Dwarsdijken zijn als regel breder, steviger en vooral langer dan zijdewenden.